# Newtonia (gènere)
Newtonia és un gènere d'ocells de la família dels vàngids (Vangidae).  Aquest gènere és endèmic de Madagascar, on es troben als boscos o garrigues.

## Descripció
Són uns ocells petits i grassos, d'uns 12 centímetres de llargada. Tenen el bec prims i solen tenir l'iris clar. El plomatge és principalment gris o marró, més pàl·lid a les parts inferiors. El cant és fort i repetit.
S'alimenten per parelles per buscar insectes, sovint unint-se a estols d'espècies mixtes.

## Taxonomia
Antigament, estaven classificats en la família dels sílvids (Sylviidae) o en la família dels papamosques (Muscicapidae) del Vell Món, però recentment s'ha demostrat que pertanyen a la família Vangidae.
Segons la Classificació del Congrés Ornitològic Internacional (versió 15.1, 2025) aquest gènere està format per 4 espècies:
- newtònia fosca (Newtonia amphichroa).
- newtònia comuna (Newtonia brunneicauda).
- newtònia d'Archbold (Newtonia archboldi).
- newtònia cua-roja (Newtonia fanovanae).